# Estella Warren
Estella Dawn Warren, född 23 december 1978 i Peterborough, Ontario, är en kanadensisk konstsimmare och skådespelerska.

## Roller i urval
- 2001 – Apornas planet
- 2001 – Driven
- 2003 – Kangaroo Jack
- 2003 – The Cooler
- 2003 – That '70s Show (TV-serie) (1 avsnitt)
- 2005 – Ghost Whisperer (TV-serie) (1 avsnitt)
- 2005 – I lagens namn (TV-serie) (1 avsnitt)
- 2006 – Pucked